# Oceanides incognitus
Oceanides incognitus är en insektsart som beskrevs av Robert L. Usinger 1942. Oceanides incognitus ingår i släktet Oceanides och familjen fröskinnbaggar. Inga underarter finns listade i Catalogue of Life.